# Jansanissagölen
Jansanissagölen är en sjö i Vetlanda kommun i Småland och ingår i Mörrumsåns huvudavrinningsområde. Sjöns area är 0,031 kvadratkilometer och den är belägen 234 meter över havet.